# Arroyo San Francisco
Der Arroyo San Francisco ist ein Fluss in Uruguay. Er entspringt im südlichen Teil des Departamentos Lavalleja an der Grenze zum Nachbardepartamento Maldonado. Seine Quelle liegt südöstlich von Minas in der Sierra de Carapé und nordöstlich derjenigen des Arroyo Pan de Azúcar. Der Arroyo San Francisco gehört zum Einzugsgebiet des Río Santa Lucía.
Der Fluss verläuft in überwiegend nordwestliche Richtung. Südlich von Minas wird er an einem 250 Meter langen Staudamm zu einem Stausee aufgestaut. Der etwa eine Million Kubikmeter Wasser enthaltende Stausee gehört zum staatlichen Wasserversorgungsunternehmen OSE. Die dazugehörige Wasseraufbereitungsanlage wurde 1934 eingeweiht und nach dem Ingenieur Carlos Maggiolo benannt.
Nördlich von Minas trifft der Arroyo San Francisco auf den Arroyo Campanero Grande. Der in seinem Verlauf über rund 30 Kilometer führende Arroyo San Francisco wird einerseits als Zufluss des Rió Santa Lucía andererseits als in den Arroyo del Campanero mündend beschrieben.